# سرود زنگ‌ها
سرود زنگ‌ها (انگلیسی: Carol of the Bells) نام سرود کریسمس مشهوری است که توسط آهنگ‌ساز اکراینی، میکولا لئونتوویچ نوشته شده‌است و پیتر جی ویل‌هوسکی آن را نواخته‌است. این آهنگ برگرفته از آهنگ فولک اکراینی Shchedryk می‌باشد و بر اساس همین فولک نوشته شده‌است. آهنگ‌سازان دیگر با حق نشر، این آهنگ را در سبک‌های متفاوتی نیز مانند موسیقی کلاسیک، موسیقی هوی متال، جاز، موسیقی کانتری، موسیقی راک، موسیقی ترپ و موسیقی عامه‌پسند اجرا کرده‌اند. همچنین بخش‌هایی از این آهنگ در فیلم‌های سینمایی و برنامه‌های تلویزیونی پخش شده‌است.